# خلية معدية رئيسية
الخلايا المعدية الرئيسية (بالإنجليزية: Gastric chief cell)‏ (أو الخلايا الهضمية أو الخلايا المفرزة لخمائر المعدة) هي نوع من الخلايا الموجودة في المعدة، تفرز الببسين وليبيز المعدة وهي الخلايا المسؤولة عن إفراز الكيموسين في المجترات.
تقع هذه الخلايا في الطبقات المخاطية العميقة من بطانة المعدة.
تطلق الخلايا الرئيسية إنزيم زايموجين عندما يتم تحفيزها بمجموعة من العوامل المختلفة كنشاط الكولينيرجيك من العصب المبهم والحالة الحمضية في المعدة. كما يعمل هرمون الغاسترين والسيكريتين كمثبطات للإفرازات.
تعمل هذه الخلايا جنباً إلى جنب مع الخلايا الجدارية التي تطلق العصارة الهضمية وتحوّل الببسينوغين إلى ببسين.

## التسمية
تستخدم المصطلحات «خلية رئيسية» وخلية تخمرية دون كلمة «مِعَدي» لتسمية هذا النوع من الخلايا. لكن يمكن استخدام هذه المصطلحات لوصف أنواع الخلايا الأخرى كخلايا الدرقية الرئيسية. كما تعرف الخلايا الرئيسية بخلايا الجهاز الهضمي.